# Se...
Se.... (If....) è un film del 1968 diretto da Lindsay Anderson. Il film ha vinto la Palma d'oro al Festival di Cannes 1969.
È il primo film della trilogia dedicata da Anderson al personaggio immaginario di Mick Travis. Gli altri due titoli sono O Lucky Man! e Britannia Hospital.

## Trama
Regno Unito. Gli studenti tornano a scuola dopo le vacanze estive per un nuovo trimestre in un tradizionale collegio britannico maschile alla fine degli anni '60. Mick Travis arriva cercando di nascondere i baffi, che poi si rade in fretta. Lui, Wallace e Knightly sono tre studenti anticonformisti del penultimo anno, costantemente sorvegliati e perseguitati dai "Whips", gli studenti più grandi che, in qualità di prefetti, esercitano un potere arbitrario sui più giovani. Questi ultimi vengono trattati come servitori personali e oggetto di conversazioni sessuali tra i Whips.
Il preside è distante dagli studenti e poco coinvolto nella gestione della scuola, mentre il loro responsabile di casa, il signor Kemp, è facilmente manipolabile e lascia che i Whips gestiscano la disciplina senza interferenze. Alcuni insegnanti, invece, si comportano in modo stravagante e fuori luogo. Mick e Johnny scappano dai terreni della scuola e rubano una moto da una concessionaria. Raggiungono un bar gestito da una ragazza senza nome, su cui Mick fantastica in una scena di lotta nuda. Nel frattempo, Wallace passa del tempo con un ragazzo più giovane, Bobby Philips, e poi condivide il letto con lui. Nel loro studio, i tre amici bevono vodka e riflettono su come un singolo uomo possa "cambiare il mondo con un proiettile al posto giusto". I loro scontri con le autorità scolastiche si fanno sempre più accesi, fino a quando una brutale punizione corporale inflitta dai Whips li spinge a reagire.
Durante un’esercitazione militare del Combined Cadet Force, Mick riesce a procurarsi munizioni vere, che lui, Wallace e Knightly usano per sparare contro un gruppo di studenti e insegnanti, tra cui Kemp e il cappellano della scuola. Quest’ultimo tenta di farli arrendere, ma Mick lo aggredisce e lo costringe al silenzio. Per punizione, il preside ordina loro di ripulire un grande magazzino sotto la sala principale della scuola. Qui scoprono un arsenale di armi automatiche e mortai. Insieme a Philips e alla ragazza del bar, decidono di ribellarsi definitivamente al sistema.
Il giorno della Festa del Fondatore, con i genitori in visita, appiccano un incendio sotto la sala, costringendo tutti a evacuare. Poi, dal tetto, aprono il fuoco su studenti, insegnanti e genitori. Un generale in visita, che stava tenendo un discorso, organizza la resistenza: armando il personale e gli studenti con le armi dell’accademia militare, dà il via a una battaglia aperta. Il preside cerca di fermare lo scontro, supplicando il gruppo di ragionare, ma la ragazza gli spara in mezzo agli occhi. Il combattimento continua. La telecamera si avvicina al volto di Mick mentre continua a sparare.

## Distribuzione

### Edizione italiana
Il film è uscito in Italia in due edizioni. La prima nel dicembre 1968, tagliato di circa 10 minuti, col divieto ai minori di 14 anni. La seconda nel maggio 1969, in versione integrale e senza divieti. I distributori italiani lo rimisero in circolazione pubblicizzandolo come vincitore al Festival di Cannes. Non è mai uscito in home video in Italia fino al 2018 quando la casa Golem lo fece uscire rimasterizzato in HD.

## Accoglienza
Il film di Lindsay Anderson vinse la Palma d'oro al Festival di Cannes.
Inoltre il film è stato menzionato da Stanley Kubrick tra i suoi 93 film preferiti.
Quest'ultimo lavorerà con McDowell l'anno seguente in Arancia Meccanica.

## Riconoscimenti
- 1969 - BAFTA Awards
  - Candidatura come miglior regista a Lindsay Anderson
  - Candidatura per la migliore sceneggiatura a David Sherwin
- 1969 - Festival di Cannes
  - Palma d'oro a Lindsay Anderson
- 1970 - Golden Globe
  - Candidatura come miglior film straniero
- 1970 - National Society of Film Critics Awards
  - Candidatura per la miglior fotografia a Miroslav Ondříček

Nel 1999 il British Film Institute l'ha inserito al 12º posto della lista dei migliori cento film britannici del XX secolo.